# Euryphlepsia amboinensis
Euryphlepsia amboinensis är en insektsart som beskrevs av Frederick Arthur Godfrey Muir 1922. Euryphlepsia amboinensis ingår i släktet Euryphlepsia och familjen kilstritar. Inga underarter finns listade i Catalogue of Life.